# Andriej Małachow
Andriej Nikołajewicz Małachow (ros. Андрей Николаевич Малахов, ur. 11 stycznia 1972 w Apatytach) – rosyjski prezenter i osobowość telewizyjna. Od lat związany ze stacją Pierwyj kanał. Popularny dzięki talk show Niech mówią (ros. Пусть говорят – Pust' goworiat).
W 2009 roku wraz z Natalią Wodianową prowadził półfinały 54. Konkursu Piosenki Eurowizji, który odbył się w Moskwie.